# Reteporella bullata
Reteporella bullata är en mossdjursart som först beskrevs av Hayward och Cook 1979.  Reteporella bullata ingår i släktet Reteporella och familjen Phidoloporidae. Inga underarter finns listade i Catalogue of Life.